# Base Aérea de Bassatine
La Base Aérea de Bassatine (IATA: MEK, OACI: GMFM) es una base aérea militar en Mequinez, Marruecos. También se la conoce como la Segunda Base de la Real Fuerza Aérea, operada por la Real Fuerza Aérea de Marruecos.

## Historia
Precediendo del establecimiento del Protectorado francés en Marruecos, el Ministerio de Guerra francés ordenó construir en 1911 un campo de aviación cerca de la ciudad de Mequinez, que se realiza en 1912 con la llegada de los primeros aviones militares franceses a Marruecos. 
En septiembre de 1917, un escuadrón se instaló permanentemente en Mequinez (escuadrón F553).
La ruta aérea Francia-Marruecos fue inaugurada el 1 de septiembre de 1919 por el pionero de la aviación francesa Didier Daurat. 
El 1 de agosto de 1920 todos los recursos aeronáuticos militares de Marruecos se agruparon en una sola unidad: el 37º regimiento de aviación (que se disolverá el 1 de septiembre de 1933). La base aérea entonces contaba con unidades Breguet 14 A.
Durante el período de la Francia de Vichy, la base aérea de Mequinez fue ocupada por dos escuadrones de bombarderos entre 1940 y 1942. 
En diciembre de 1943, se decidió trasladar a Mequinez la "división de caza" instalada en abril de 1943 en Marrakech, que convivía con los grupos de bombardeo estadounidenses presentes en Marruecos desde su desembarco en Casablanca en 1942.
A partir de 1947, la base aérea de Mequinez tomó el nombre de Base Aérea 708, junto con la creación de la Escuela de Caza Christian Martell.
Como parte de los acuerdos establecidos en el momento de la independencia de Marruecos en marzo de 1956, la base aérea de Mequinez permaneció bajo control francés hasta 1961. Desde entonces forma parte de la Real Fuerza Aérea de Marruecos.

## Instalaciones
La base tiene una elevación de 576 metros sobre el nivel del mar. Tiene dos pistas de aterrizaje designadas 09/27, con una superficie de asfalto que mide 9252 metros, y 08/26 con una de 6420 metros, respectivamente.  